# Tone Stith
Antonio Stith (Marlton, Nueva Jersey, 26 de julio de 1995), conocido artísticamente como Tone Stith, es un cantante, compositor y productor discográfico estadounidense que trabaja con RCA Records.

## Biografía
Stith nació y creció en Nueva Jersey, y se crio en una familia de músicos. Comenzó a tocar la batería a los 3 años, y también aprendió a tocar el piano y la guitarra. Su familia fomentó sus habilidades musicales y su madre lo ayudó a aprender a cantar después de escucharlo cantar una canción en un DVD de una obra de Tyler Perry. Aprendió a utilizar software de producción y comenzó a seguir una carrera musical cuando era adolescente. Stith formó el grupo SJ3 en la escuela secundaria, lo que atrajo el interés del productor musical Jas Prince, la fuerza impulsora detrás de la carrera temprana de Drake, cuando era un adolescente. Con el apoyo de Prince, Stith comenzó una carrera en solitario.
Tone Stith es conocido por coescribir el sencillo platino de 2015 de Chris Brown, "Liquor", y la canción "Make Love" del álbum "Royalty". El 11 de julio de 2017, Stith lanzó su álbum debut "Can We Talk" mientras estaba co-firmado por Drake. En 2022, Stith actuó en SXSW, Rolling Stone y Meta Creator House.
El 8 de septiembre de 2023, Stith lanzó un EP bajo el sello RCA Records titulado POV. Stith ha trabajado con artistas notables como 2 Chainz, Ty Dolla Sign, H.E.R., Quavo, Swae Lee, Bryson Tiller y más. Su sencillo "Girls Like You" alcanzó el puesto número 6 en las listas de R&B de Billboard.
En 2021, Tone Stith actuó en los Premios BET 2021 y en The Jaguar Tour de Victoria Monét como telonero en 2023. Fue nominado a Mejor Artista Nuevo en los Soul Train Music Awards de 2021.

## Discografía

### Álbumes de estudio y EPs
- "Can We Talk" (2017)
- "Good Company" (2018)
- "FWM" (2021)
- "Still FWM" (2021)
- "P.O.V" (2023)[11]

### Sencillos
- "Light Flex" (2018)
- "Devotion" (2020)
- "FWM" (2021)
- "Like the First Time" (2021)
- "Something in the Water" (2021)
- "I Don't Wanna" (2021)
- "B.E.D" (2022)
- "Girls Like You" (2023)[12]
- "I Need You" (2023)[9]

## Premios y nominaciones
| Año  | Premios                 | Categoría           | Resultado | Ref. |
| ---- | ----------------------- | ------------------- | --------- | ---- |
| 2021 | Soul Train Music Awards | Mejor Artista Nuevo | Nominado  |      |